# 山崎信三
山崎 信三（やまざき しんぞう、1943年1月7日 - 2015年6月4日）は、スペイン語の文学者。元立命館大学経営学部教授。
富山県射水市生まれ。1966年同志社大学法学部卒業。スペインに渡りマドリード大学で学ぶ。1974-78年スペイン労働省中央労働災害防止協会翻訳室翻訳担当職員。1981年京都外国語大学大学院修士課程修了。1995年立命館大学経営学部助教授、1996年教授。2008年定年退任。2015年6月逝去、享年72歳。

## 著書
- 『ディアリアスペイン語会話』大盛堂書房 1989
- 『新スペイン語会話』大盛堂書房 1998
- 『スペイン語玉手箱』同学社 2004
- 『ドン・キホーテのことわざ・慣用句辞典』論創社 2013

### 共編著
- 『スペイン語ことわざ用法辞典』フェリペ・カルバホ共著 大学書林 1990
- 『スペイン語の世界』寺崎英樹,近藤豊共編 世界思想社 1999
- 『『ドン・キホーテ』事典』樋口正義,本田誠二,坂東省次,片倉充造共編 行路社 2005
- 『今日もスペイン語で言えた! 初級コミュニケーション教材』アナリア・ヴィタレ共著 朝日出版社 2006

翻訳
- 『西訳日本ことわざ集』訳編 山口書店 1985